# Лукошко

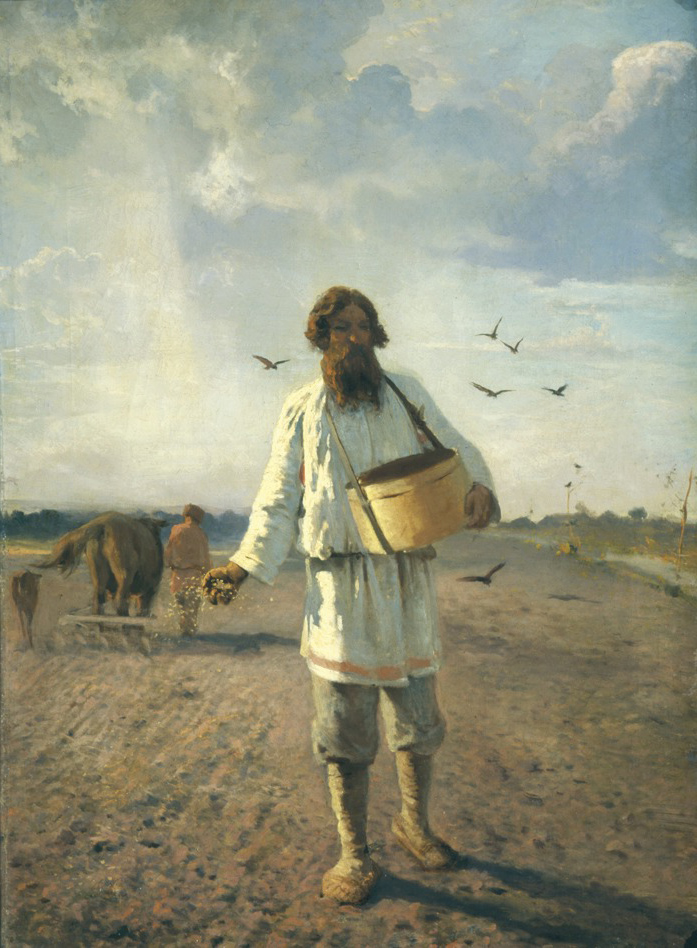
Сеятель. Картина Г. Г. Мясоедова (1888)

Луко́шко, лукно́ — круглая ёмкость с прямыми вертикальными стенками и плоским дном. Предназначена для сбора ягод, грибов, орехов, хранения сыпучих продуктов. Может иметь крышку и дугообразную ручку.
Лукошком также называют небольшую корзину.
Возможно изготовление из бересты (берестяное лукошко). Выделяется из всех видов корзин, прежде всего, своей лёгкостью и возможностями приспособления к другим видам деятельности, например, посеву семян или сбору пчелиного роя (роевница или роёвка). И даже в качестве подушек.

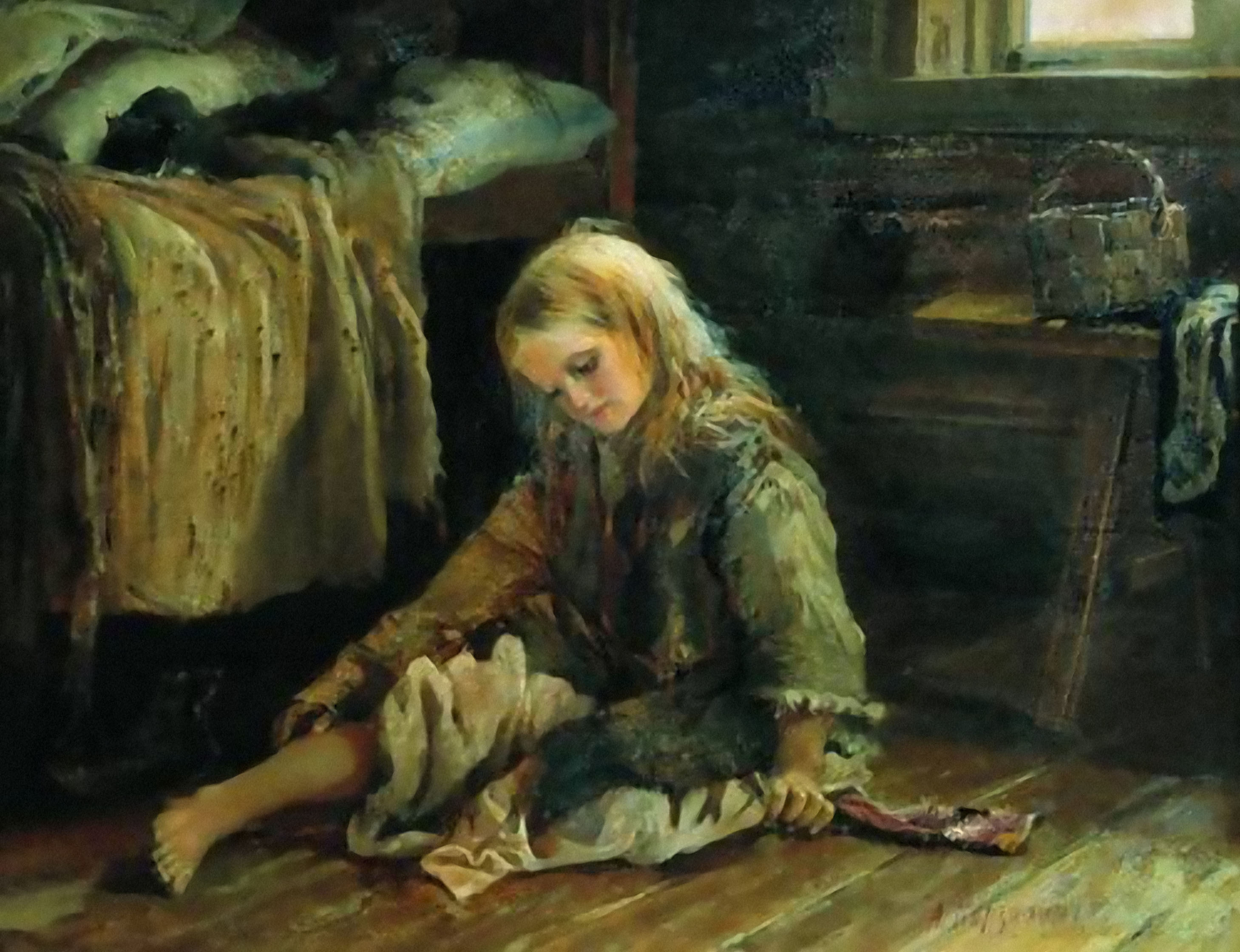
«Девочка». Картина работы А. И. Корзухина, 1877

Ввиду широкого употребления лукошко использовалось в народе как определённая мера объёма, но была запрещена в 1690 году как «неуказная», неофициальная. Отголоском подобного употребления является словосочетание «лукошко глубокомыслия».
В зависимости от назначения, лукошко может иметь множество соответствующих названий: грибница, ягодница, набирка, мостинка, коробок, буравок, веко, грибовенка, грибовня, корзина, корзинка, корзиночка, кузовеня, лукошечко, пайва, плетёнка, плетушка, плетюха, роевница, роевня, севалка.
В геральдике
На флаге Октябрьского района Пермского края изображена дева с лукошком, разбрасывающая зёрна.